# Марш Черномора
«Марш Черномора» — марш из оперы М. И. Глинки «Руслан и Людмила» (1842), один из ключевых и наиболее известных её эпизодов. Датой создания считается 1838 год. Марш представляет собой инструментальную характеристику одного из персонажей оперы, карлика Черномора, лишённого вокальной партии. Часто исполняется как самостоятельная пьеса, в том числе в фортепианной обработке Ференца Листа.

## История
В 1836 году состоялась премьера первой оперы Глинки «Жизнь за царя», и уже в конце 1830-х годов он начал работать над второй, на сюжет пушкинской поэмы «Руслан и Людмила». Марш Черномора стал одним из первых номеров, написанных для этой оперы.
В апреле 1838 года Глинка, занимавший в то время пост дирижёра Придворной певческой капеллы, отправился на Украину с целью набора певчих. Его сопровождали двое помощников: учитель пения Д. Н. Палагин и певчий Н. Н. Шеин. На обратном пути они задержались в Качановке — имении помещика Г. С. Тарновского, у которого был неплохой оркестр. Вспоминая об этой поездке в своих «Записках» (завершённых в 1855 году), Глинка писал: «В портфеле моем нашлись два №, приготовленные для „Руслана“: Персидский хор — „Ложится в поле мрак ночной“ — и марш Черномора, обе эти пьесы слышал я в первый раз в Качановке; они были хорошо исполнены, в марше Черномора колокольчики заменили мы рюмками, на которых чрезвычайно ловко играл Дмитрий Никитич Палагин». Глинка не уточняет, когда именно были созданы эти номера; сохранившиеся автографы также не датированы. Во всяком случае, марш Черномора был создан до поездки на Украину, то есть до апреля 1838 года.
В общей сложности работа над оперой заняла около шести лет: партитура была завершена в 1842 году. В то время в Петербурге выступал с концертами знаменитый Ференц Лист. Ещё в 1842 году он познакомился с партитурой оперы, а в 1843 году побывал на одном из спектаклей. Впоследствии Лист создал собственную фортепианную транскрипцию марша Черномора, благодаря чему этот номер стал известен в Европе и обрёл популярность.

## Состав оркестра
2 флейты, 2 гобоя, 2 кларнета, 2 фагота, контрафагот, 4 валторны, 2 трубы, 3 тромбона, колокольчики, струнные; духовой оркестр.

## Общая характеристика
Марш Черномора звучит в четвёртом акте оперы. Относительно этого эпизода в партитуре имеется подробная авторская ремарка: «Появляется шествие: из глубины сцены выходят музыканты (духовой оркестр). За ними идут рабы и подвластные Черномора, наконец, и сам волшебник Черномор — старик-карлик с огромнейшей бородой, которую несут на подушках арапчата». Примечательно, что Черномор лишён вокальной характеристики; его портрет рисуется исключительно инструментальными средствами. По словам Б. В. Асафьева, Глинка создаёт «…неуловимо изменчивый и причудливый образ восточного деспота, хилого, но властного, ум которого признаёт лишь рабское подчинение и жаждет иметь к своим услугам лишь пленённую красоту».
Марш состоит из главной части и трио, после которого вновь повторяется главная часть. О появлении Черномора возвещают фанфарные возгласы труб. Марш звучит грозно, помпезно — и вместе с тем угловато, гротескно. Яркая оркестровка — пиццикато струнных, стаккато деревянных духовых, мерцающее звучание колокольчиков — рисует картины волшебного царства. Многие авторы, писавшие о музыке Глинки, отмечали свойственное этому маршу смешение страшного и смешного, зловещего и комического. Г. А. Ларош, признавая общую карикатурность образа Черномора, замечает тем не менее, что марш этого персонажа «проникнут какою-то колоссальной, чудовищною силой». Б. В. Асафьев также полагает, что марш Черномора «жуток при всей своей причудливости». По его мнению, «интонации „черноморности“» составляют в опере основной контраст темам «солнечности, человечности, мужественности и любви».
Л. В. Кириллина усматривает в марше Черномора преемственность с традициями французской оперы и балета, в частности, номерами, призванными воплотить иноземное, необычное, гротескное. Таким прообразом могли, в частности, послужить «воинственные» танцы скифов из парижской оперы Кристофа Виллибальда Глюка «Ифигения в Тавриде» (1779). По словам Кириллиной, «гротескный марш Черномора» восходит к «янычарской музыке» скифской сюиты Глюка.

## Значение и влияние
Для создания образа зловещего карлика Глинка новаторским образом применил ладовые средства. Г. А. Ларош писал о марше Черномора, что он «не принадлежит ни к какому тону»; Б. В. Асафьев, называя это произведение «гениальным», замечал, что Глинка в нём «как никто ещё, воспользовался законом интонационно-слуховой аберрации»; С. М. Слонимский видел в марше Черномора образец «горизонтальной политональности» и первую в европейской профессиональной музыке «сложноладовую структуру». Вместе с тем так называемая «гамма Черномора» (целотонная), впервые в мировой музыкальной литературе применённая Глинкой для характеристики этого персонажа, именно в марше не встречается.
В литературе неоднократно указывалось на некоторую преемственность музыки Сергея Прокофьева по отношению к традиции, заложенной Глинкой. Так, по мнению И. В. Нестьева, биографа русского и советского композитора, это проявлялось у него в стремлении к «живой натуре, к меткому человеческому портрету и поэтизации природы». Что касается знаменитого марша из «Русланы и Людмилы» с его характерными «угловатыми линиями и резко акцентированной ритмикой», то в нём, по наблюдению Нестьева, находится прямой прообраз «стихии фантастических маршей и шествий Прокофьева».

## В исполнительской практике
Марш Черномора — возможно, самый знаменитый эпизод оперы «Руслан и Людмила». Он часто исполняется как самостоятельный концертный номер, в том числе в различных аранжировках (как для ансамблей, так и для солистов). Существует переложение для духового оркестра уменьшенного состава, выполненное в 1880-х годах Н. А. Римским-Корсаковым. Фортепианная обработка Листа известна под названием «Черкесский марш». Она звучит в фильме 1952 года «Композитор Глинка» режиссёра Григория Александрова, где Ференца Листа играет Святослав Рихтер. Киновед Ростислав Юренев писал в своей рецензии, что последний исполнил марш «с огромным темпераментом», играя не в обычном своём стиле, а в виртуозной, эффектной манере «под Листа».